# Marnix
Marnix, Marnick of Marniks is een voornaam, een familienaam en een plaatsnaam.
De plaats Marnix is vooreerst een dorp in de Franse gemeente Nattages.
Het is uit deze streek in de Savoye dat familienaam Marnix afkomstig is. Via Jean de Marnix, Sieur de Toulouse (Jan van Marnix, heer van Toulouse, 1483-1532), vertrouweling, secretaris en schatbewaarder van Margaretha van Oostenrijk, bereikte deze familienaam de Nederlanden. Zijn kleinzoon Filips van Marnix van Sint-Aldegonde (1540-1598) - die het Wilhelmus zou hebben geschreven - was op zijn beurt een vertrouweling van Willem van Oranje, voor wie hij werkte als schrijver en politicus.
Sedert de 19e eeuw geniet de naam Marnix in Nederlandstalige landen enige populariteit als voornaam. Volgens Antoon Viaene zou deze voornaam zijn ontstaan door een misverstand, doordat men dacht dat het de voornaam was van (Filips van) Marnix van Sint-Aldegonde.